# ناديا آليلوييفا
ناديا سيرجيفنا آليلوييفا (بالروسية: Аллилуева, Надежда Сергеевна)‏ و(بالروسية: Наде́жда Серге́евна Аллилу́ева) هي الزوجة الثانية لزعيم الاتحاد السوفيتي جوزيف ستالين ولدت في يوم 9 سبتمبر 1901، لابن عامل سكك حديدية ثوري روسي اسمه سيرجي آليلوييف وزوجته أولغا ذات الأصل الألماني الجورجي المشترك والتي كانت تتقن اللغة الروسية، وقد كان سيرجي آليلوييف صديق لستالين وتعرف على ابنته وأحبها وتزوجها في سنة 1919 وهي بعمر ال18، بعد الثورة الروسية (1917) عملت آليلوييفا أمينة القلم السري في مكتب لينين، وقد كان زيها بدون مكياج وتجميل وكان شكلها أقرب للثوار، أنجبت من ستالين إبنين منه وهما فاسيلي ستالين في سنة 1921 وسفيتلانا ستالين سنة 1926، وحسب كلام صديقة آليلوييفا المقربة بولينا زيمخوجينا أن زواجهما كان مجهد وصعب وأنهما كانا كثيرين الجدال مع بعضهما، وقد كانت تعاني من مرض عقلي هو اضطراب ذو اتجاهين، وقد كان يقول فياتشيسلاف ميخائيلوفيتش مولوتوف بأنها كانت تعاني من تغيرات في مزاجها من فترة لأخرى وكانت تبدو امرأة عصبية، كانت علاقتها قوية مع ابنها فاسيلي ولم تكن قوية مع سفيتلانا، وقد كانت صارمة مع ابنيها.
في يوم 9 نوفمبر 1932 بعد شجار مع ستالين في حفلة عشاء عامة أمام الناس، تم العثور عليها وهي ميتة في غرفتها مع مسدس بجانبها، البيان الرسمي قال بأن ناديشدا ماتت بسبب التهاب الزائدة الدودية، لكن السلاح الذي كان بجانبها يشير بأنها ماتت منتحرة. لكن آخرين شككوا بهذا وقالوا بأن السلاح الذي كان بجانب جثتها لم تستعمله وأن ستالين هو الذي قتلها بنفسه. وقد كانت حسابات ورسائل ستالين في تلك الفترة تبين أنه كان قلق بتلك الفترة، بعد هذا الحدث غادرت ابنة ستالين البلاد وهاجرت إلى الولايات المتحدة وقد كتبت مذكراتها عن عائلتها وما كان يدور فيها.
في سنة 1992 مثلت جوليا أورموند دورها في فلم ستالين.